# Thinis
Thinis var en forntida stad som troligtvis låg nära den moderna staden Girga i Egypten.
Staden spelade en betydelsefull roll i Egyptens tidiga historia tillsammans med det närbelägna Abydos, och en äldre beteckning för 1:a och 2:a dynastin är Thinitisk tid. Från denna tid hör flera kungliga begravningsmonument. Det sägs även att Farao Menes som enade de båda rikena kom från denna mytomspunna stad. Det är emellertid oklart om var Thinis egentligen låg, och mestadelen av historien baseras förmodligen mer på legender än fakta. Även är det osäkert om de tidiga kungarna verkligen blev begravda där som legenden säger, och även om Thinis ofta betecknas som rikets tidigaste huvudstad, så är dess historia höjd i ett dunkel.
Dock är dess betydelse för historien obestridbar.